# Point d’orgue
Point d’orgue (deutsch: ‚Fermate‘) ist eine Oper in einem Akt von Thierry Escaich (Musik) mit einem Libretto von Olivier Py. Sie ist als Fortsetzung
und Gegenstück zu Francis Poulencs Monodrama La voix humaine konzipiert. Die Uraufführung fand am 5. März 2021 im Théâtre des Champs-Élysées in Paris statt, aufgrund der Maßnahmen gegen die COVID-19-Pandemie ohne Publikum. Ein Mitschnitt wurde im Rundfunk ausgestrahlt und als Videostream im Internet bereitgestellt.

## Handlung
Die Oper zeigt die Sicht des Partners der verlassenen Frau aus La voix humaine von Jean Cocteau und Francis Poulenc. Wie in diesem Stück bleiben die handelnden Personen anonym. Die im Libretto schlicht „Lui“ (‚Er‘) genannte Hauptfigur hat eine Beziehung mit einem rätselhaften Mann, „L’Autre“ (‚der Andere‘), der an Mephistopheles aus Goethes Faust erinnert und als Symbol für Luis schwere Depression steht. Lui hat „Elle“ (‚Sie‘) nicht wegen einer anderen Frau oder in der Hoffnung auf eine bessere Beziehung verlassen, sondern kämpft um sein eigenes Überleben mit dieser Krankheit.
In der folgenden Inhaltsangabe werden die Hauptfiguren der besseren Verständlichkeit wegen mit ihren französischen Bezeichnungen anstelle der nicht existierenden Eigennamen genannt.
Ein Hotelzimmer; ein großer schwarzer Hund auf dem Teppich
Während L’Autre im Bett liegt, betrachtet Lui nachdenklich am Fenster den Sternenhimmel. Er beneidet die Sterne dafür, dass sie unbeeindruckt von irgendwelchen sozialen Problemen ihren Weg gehen. L’Autre sorgt sich um ihn, da er seit Monaten im Hotel wohnt und jeden Kontakt zu seiner Familie abgebrochen hat. Auch ihre Beziehung macht ihn nicht glücklich. Die beiden haben alle erdenklichen Spiele miteinander gespielt. L’Autre misshandelt und demütigt Lui. An die letzte Nacht kann sich Lui kaum noch erinnern. Während L’Autre im Bett schläft, bleibt Lui nur der Teppich oder die Badewanne. Es hat offenbar einen Kampf gegeben, bei dem Lui sich die Hand verletzte. Die Notenblätter einer von Lui komponierten Sinfonie sind im Zimmer verstreut und mit Blut verschmiert. Er will sie verbrennen, doch L’Autre meint, er könne noch immer Geld damit verdienen. Geld sei sein (L’Autres) Lebenszweck. Wenn Lui kein Geld mehr habe, werde er ihn verlassen. L’Autre schlägt ein weiteres Spiel vor, in dem er Liebe und Tod entweihen will. Darin könnte er die Rolle spielen, die Lui sich ersehne. L’Autre spielt nacheinander Luis Mutter, seinen Vater und seine Verlobte, die ihn zur Rückkehr auffordern. Anschließend schlüpft er in die Rollen von Mozart, Gott und dem Tod. Die beiden überlegen, welchen Namen sie ihrem Hund geben könnten. Nachdem sie die Namen einiger Philosophen verworfen haben, entscheiden sie sich für „Bruckner“. Sie wollen den Hund mit einer ihrer Hände füttern und dafür eine Säge besorgen. Als L’Autre Lui bittet, eine Rolle zu spielen, die ihn wie einen völligen Idioten aussehen lässt, fantasiert Lui von der Sinnlosigkeit des Lebens, der Musik und der Liebe. Sein Abstieg scheint unaufhaltsam.
In diesem Moment klingelt das Telefon. L’Autre geht ran. Es ist Elle, Luis Verlobte aus La voix humaine. Sie ist unten in der Empfangshalle und will mit ihm sprechen. Lui will sie nicht sehen. Sie steht jedoch bereits an der Zimmertür und dringt ein. L’Autre versucht, sie abzuwimmeln. Sie bleibt jedoch standhaft und will wissen, mit wem sie es zu tun hat und in welcher Beziehung er zu ihrem Verlobten steht. L’Autre entgegnet, er sei alles, was Lui wolle: sein Liebhaber, sein Dealer, sein Scharfrichter, sein Spiegel. Lui liebe Elle nicht mehr und habe sie nur geliebt, weil er unter ihr gelitten habe. Als sie aufgehört habe, ihn zu quälen, habe er nach einem stärkeren Peiniger gesucht. Elle entgegnet, dass sie Lui noch immer liebe. Sie wolle für ihn da sein und für seine Heilung sorgen. Es wird deutlich, dass sie in ihrer Beziehung die stärkere Persönlichkeit war. Nachdem sie Lui vergeblich unter dem Bett und im Badezimmer gesucht hat, findet sie ihn schließlich im Schrank. Er ist schnell bereit, ihr zu folgen, doch da erscheint L’Autre mit einer Brotsäge. Weil der Hund gefüttert werden muss, will er Lui eine Hand absägen. Elle versucht noch einmal vergeblich, Lui zum Aufbruch zu bewegen. Er schlägt sie und erklärt, dass sie ihn nicht retten könne. Er sei zu schwer, zu langsam und zu dumm und wolle sich in sein inneres Leben zurückziehen. Schließlich erkennt Elle, dass ihr nichts anderes übrig bleibt, als sich selbst zu retten. Sie verlässt das Zimmer.
Die beiden Männer nehmen ihr sinnfreies Gespräch über Philosophie und Mystizismus wieder auf, bis Lui ermüdet und L’Autre auffordert, ihn ins Gesicht zu schlagen. Es gibt weitere Demütigungen, aber keine Hoffnung. Der Tonfall wechselt zwischen Scherzen, Grausamkeiten und poetischen Abschnitten, wobei Lui seine Lage durchaus erkennt und in einigen Momenten trotz seiner Verzweiflung auch humorvoll kommentiert.
Elle kehrt noch einmal zurück und stellt fest, dass Lui seine Hand noch nicht abgesägt hat. Er scheint jedoch nicht mehr ansprechbar zu sein. L’Autre erklärt, dass Lui noch zuhöre und ihr gehorchen werde. Elle erwidert, dass sie die Liebe zu Lui als große Stärke und Freude empfunden habe. Jetzt fühle sie sich jedoch frei von L’Autre und wolle für sich selbst und für Lui leben. Sie sei nicht mehr allein. L’Autre glaubt, dass sie schwanger ist. Er ruft Lui zurück, in der Hoffnung, nicht mehr gebraucht zu werden. Allmählich kommt Lui zur Besinnung. Er fühlt sich jedoch müde und erkennt Elle nicht mehr. Obwohl ihm L’Autre Mut zuspricht, findet Lui keine klare Antwort. Elle gibt auf und geht fort. Lui und L’Autre bleiben allein zurück und feiern ihre Vereinigung mit Champagner.

## Gestaltung

### Text und Musik
Das poetische Libretto besteht aus freien Versen von ca. zwölf Silben. Die Gesangslinien sind als eine Art Sprechgesang zwischen Melodram und Opera buffa gestaltet. Das Orchester entspricht dem von Poulencs Oper. Escaich ergänzte lediglich ein Cembalo als alternative Klangfarbe zum Celesta. Das Xylophon wird häufig eingesetzt.

### Orchester
Die Orchesterbesetzung der Oper umfasst die folgenden Instrumente:
- Holzbläser: zwei Flöten, zwei Oboen, drei Klarinetten, zwei Fagotte
- Blechbläser: zwei Hörner, zwei Trompeten, Posaune, Tuba
- Pauken, Schlagzeug (zwei Spieler)
- Cembalo/Celesta
- Streicher

## Werkgeschichte
Point d’orgue ist nach Claude (2013) und Shirine (2020) die dritte Oper des französischen Organisten und Komponisten Thierry Escaich. Das Libretto stammt von Olivier Py, der bei der Uraufführung auch Regie führte. Es handelt sich um ein gemeinschaftliches Auftragswerk des Pariser Théâtre des Champs-Élysées, der Opéra de Dijon, der Opéra national de Bordeaux, der Opéra de Saint-Étienne und der Opéra de Tours sowie der New York City Opera. Die Uraufführung zusammen mit Francis Poulencs La voix humaine war für den 6. März 2021 in Paris vorgesehen. Aufgrund der französischen Regierungsmaßnahmen gegen die COVID-19-Pandemie mussten jedoch alle dortigen Vorstellungen abgesagt werden. Stattdessen entstand am 3. und 5. März eine Aufzeichnung der Produktion, die als Video-on-Demand im Internet bereitgestellt wurde. Am 27. März 2021 gab es eine Rundfunkausstrahlung auf France Musique. Das Orchestre National Bordeaux Aquitaine spielte unter der Leitung von Jérémie Rhorer. Bühne und Kostüme stammten von Pierre-André Weitz, das Lichtdesign von Bertrand Killy. Es sangen Patricia Petibon (Elle), Jean-Sébastien Bou (Lui) und Cyrille Dubois (L’Autre). Petibon übernahm auch die Gesangsrolle im Monodrama La voix humaine.
Auch die für Ende März 2021 vorgesehenen Aufführungen der Opéra de Dijon wurden abgesagt. Die ersten öffentlichen Aufführungen gab es daher erst vom 4. bis 10. Oktober 2021 in Bordeaux (mit Anne-Catherine Gillet als Elle) und vom 4. bis 8. März 2022 in Saint-Étienne. Dort übernahm Camille Poul kurzfristig anstelle der ursprünglich vorgesehenen Patrizia Ciofi die weibliche Hauptrolle.
Die Produktion erhielt gute Kritiken. Jean-Luc Clairet schrieb nach der Aufführung in Saint-Étienne in Res Musica, dass die um 360 Grad rotierende Bühne für lange Zeit im Gedächtnis bleiben werde und Escaichs Partitur den Text großartig transportiere. Andre Peyregne meinte in Forum Opéra, Escaich habe die Gesangsstimmen in exakter Kontinuität mit Poulenc behandelt. Das Orchester sei lebendig und alles zeuge von üppigem Klangreichtum. Sophie Bourdais bezeichnete Pys Libretto in Télérama als „schwarz, brilliant und musikalisch“. Die Musik zeichne sich wie die Charaktere durch extreme Stimmungsschwankungen aus, wobei die klanglichen Unruhen streng dem Rhythmus des Textes folgen, ähnlich wie in Poulencs La voix humaine.

## Aufnahmen
- 5. März 2021 – Jérémie Rhorer (Dirigent), Olivier Py (Regie), Pierre-André Weitz (Bühne und Kostüme), Bertrand Killy (Licht), Orchestre National Bordeaux Aquitaine.
 Patricia Petibon (Elle), Jean-Sébastien Bou (Lui), Cyrille Dubois (L’Autre).
 Mitschnitt der nicht-öffentlichen Uraufführung aus dem Théâtre des Champs-Élysées, Paris; zusammen mit Francis Poulencs La voix humaine.
 Videostream und Radioausstrahlung auf France Musique.[4][5]